# Страховиці (Легницький повіт)
Страховиці (пол. Strachowice) — село в Польщі, у гміні Легницьке Поле Легницького повіту Нижньосілезького воєводства.
У 1975-1998 роках село належало до Легницького воєводства.